# Marc Streitenfeld
Marc Streitenfeld é um compositor alemão de trilha sonoras, famoso por colaborar com o diretor Ridley Scott.

## Vida e Carreira
Nascido em Munique, Alemanha, Streitenfeld se mudando para Los Angeles na idade de 19 anos, trabalhando como assistente musical de Hans Zimmer, e mais tarde como editor e supervisor musical de vários sucessos de bilheteria.
Ao pedido de Ridley Scott, Streitenfeld compôs a trilha sonora do filme A Good Year (2006), depois de trabalhar como supervisor musical no filme de Scott Kingdom of Heaven, em 2005 (trilha de Harry Gregson-Williams). Depois disso ele fez a trilha de todos os filmes seguintes de Scott. Ele foi indicado ao BAFTA de Melhor Trilha Sonora por seu trabalho em American Gangster (2007).
Antes de trabalhar como compositor, ele colaborou com Scott como editor e supervisor musical em vários projetos.

## Ligações Externas
Marc Streitenfeld. no IMDb.